# Дембниця (Гнезненський повіт)
Дембниця (пол. Dębnica) — село в Польщі, у гміні Клецько Гнезненського повіту Великопольського воєводства.
Населення — 481 особа (2011).
У 1975-1998 роках село належало до Познанського воєводства.

## Демографія
Демографічна структура станом на 31 березня 2011 року:
|          | Загалом | Допрацездатний вік | Працездатний вік | Постпрацездатний вік |
| -------- | ------- | ------------------ | ---------------- | -------------------- |
| Чоловіки | 244     | 56                 | 168              | 20                   |
| Жінки    | 237     | 51                 | 137              | 49                   |
| Разом    | 481     | 107                | 305              | 69                   |